# Henri V de Carinthie
Henri V (mort le 12 octobre 1161), est un prince issu de la maison de Sponheim, fils du duc Ulrich Ier de Carinthie. Il fut duc de Carinthie de 1144 à sa mort et margrave de Vérone de 1144 jusqu'en 1151. Selon le chroniqueur contemporain Otton de Freising, Henri est « un homme vaillant, plein d'expérience dans les conseils de guerre » (latin: fortem et exercitatum in bellicis consiliis virum),.

## Biographie
Henri est le fils aîné d'Ulrich Ier de Sponheim, duc de Carinthie depuis 1135, et de son épouse Judith, fille du  margrave Hermann II de Bade. Il succède à son père  encore jeune. Il épouse Élisabeth, fille du margrave Léopold de Styrie et veuve du comte Rodolphe II de Stade, mais leur union reste stérile.
Au début, son règne est affecté par de lourdes pertes : son riche grand-oncle, le comte Bernard de Trixen, mort dans la deuxième croisade en 1147, avait légué ses biens allodiaux ainsi que ses ministeriales (serfs de rang supérieur) en Carinthie et en Styrie (Mark an der Drau) au margrave Ottokar III de Styrie. En 1151 son oncle maternel, Hermann III de Bade, est investi de la vaste marche de Vérone, qui a été détenue en union personnelle par les ducs de Carinthie depuis 976. Le roi Conrad III de Hohenstaufen ignore si Henri a protesté lors de la perte de ce grand territoire du Nord-Est de l'Italie.
Néanmoins, en 1158 Roman Ier, évêque de Gurk, le nomme  Vogt, c'est-à-dire chargé d'assurer la protection séculière de son diocèse en Carinthie,  mais il s'agit d'un petit accroissement de puissance pour Henri avec ce territoire dominé
par les États avec des seigneurs tant séculiers qu'ecclésiastiques non résidents. De plus, il se battait contre l'archevêque de Salzbourg.
Malgré les crises et les revers, Henri apporte son fidèle soutien à la maison de Hohenstaufen. Présent lors de la Diète de Wurtzbourg en octobre 1152, où Frédéric Barberousse fixa la date de son expédition romaine, il prend part aux campagnes du roi dans le nord de l'Italie en 1154–55 et en 1158–60. Otton de Freising le cite parmi les princes les plus éminents qui après l'abandon de la campagne contre les Normands de Sicile reviennent avec la permission de l'empereur en Germanie au milieu de l'année 1155. Le continuateur d'Otton, Rahewin, relève que lors de la deuxième campagne de 1158, Henri et le duc Henri II d'Autriche reçoivent le commandement d'un contingent hongrois de 600 archers, avec leurs « comtes et barons », qui cheminent de la Carinthie à travers le val Canale (Pontebba) vers la  marche de Vérone, par la route connue comme la via Canalis,.
Henri est un des membres de l'ambassade envoyé par Frédéric Barberousse à la cour byzantine de l'empereur Manuel Ier Comnène en 1160–61,,. Henri a sans doute été envoyé car son oncle Engelbert III de Sponheim, margrave d'Istrie, avait épousé Matilde de Sulzbach, une sœur de l'épouse de Manuel, l'impératrice Irène. Sur le chemin du retour, Henri se noie dans l'embouchure de la rivière Tagliamento. Son corps est inhumé dans l'abbaye de Rosazzo au Frioul. Il a comme successeur son frère cadet Hermann II, dont les descendants ont gouverné le duché de Carinthie jusqu'en 1269.